# Abdellatif Mohamed
Abdellatif Mohamed Ahmed Mohamed, né le 8 décembre 1995, est un lutteur égyptien pratiquant la lutte gréco-romaine.

## Palmarès

### Championnats d'Afrique
- Médaille d'or dans la catégorie des moins de 130 kg en 2025 à Casablanca
- Médaille d'or dans la catégorie des moins de 130 kg en 2024 à Alexandrie
- Médaille d'or dans la catégorie des moins de 130 kg en 2023 à Hammamet
- Médaille d'or dans la catégorie des moins de 130 kg en 2022 à El Jadida
- Médaille d'or dans la catégorie des moins de 130 kg en 2020 à Alger
- Médaille d'or dans la catégorie des moins de 130 kg en 2019 à Hammamet
- Médaille d'or dans la catégorie des moins de 130 kg en 2017 à Marrakech
- Médaille d'or dans la catégorie des moins de 130 kg en 2016 à Alexandrie
- Médaille d'or dans la catégorie des moins de 130 kg en 2015 à Alexandrie

### Jeux africains
- Médaille d'or dans la catégorie des moins de 130 kg en 2024 à Accra
- Médaille d'or dans la catégorie des moins de 130 kg en 2019 à Rabat
- Médaille d'or dans la catégorie des moins de 130 kg en 2015 à Brazzaville

### Jeux mondiaux militaires
- Médaille de bronze dans la catégorie des moins de 130 kg en  2019 à Wuhan

### Jeux méditerranéens
- Médaille d'argent en lutte gréco-romaine dans la catégorie des moins de 130 kg en 2022 à Oran